# Carinisphindus geminus
Carinisphindus geminus es una especie de coleóptero de la familia Sphindidae.

## Distribución geográfica
Habita en Puerto Rico.